# 沈孝徹
沈 孝徹（しん こうてつ、生没年不詳）は、陳末から隋初にかけての人物。括州永嘉県の人。

## 生涯
江南は、東晋以来、刑法が寛大であり、厳格に執行されておらず、世族が寒門庶族の上にあって凌駕していた。隋が陳を平定して以降、尚書右僕射の蘇威が『五教』を撰じ、江南の農民が老若男女を問わずこれを読むと、官民を問わず不平不満を抱くようになった。婺州の汪文進・越州の高智慧・呉州の沈玄儈は、反乱を起こし、天子を自称し、百官を設けた。楽安の蔡道人・蔣山の李枝・饒州の呉世華・永嘉の沈孝徹・泉州の王国慶・杭州の楊宝英・交州の李春らがいずれも大都督を自称すると、隋の文帝（楊堅）は、楊素を行軍総管に任じ、軍を率いて討伐させた。楊素は、まず沈玄儈を捕縛し、高智慧を撃破し、汪文進・蔡道人を平定した。また、軍を率いて永嘉にて沈孝徹を打ち破り、陸路より天台山に向かい、臨海を目指した。王国慶は高智慧を捕らえて投降し、江南は平定された。